# Lagou
Lagou (kinesiska: 拉沟乡, 拉沟) är en socken i Kina. Den ligger i den autonoma regionen Guangxi, i den södra delen av landet, omkring 260 kilometer nordost om regionhuvudstaden Nanning. Antalet invånare är 6527. Befolkningen består av 3 000 kvinnor och 3 527 män. Barn under 15 år utgör 20,0 %, vuxna 15-64 år 64 %, och äldre över 65 år 15,0 %.
Genomsnittlig årsnederbörd är 2 338 millimeter. Den regnigaste månaden är juni, med i genomsnitt 489 mm nederbörd, och den torraste är oktober, med 54 mm nederbörd.